# Pratica di Mare
Pratica di Mare è una frazione del comune di Pomezia nella città metropolitana di Roma Capitale.
L'aspetto del centro abitato è quello di un vicus nei pressi di un castello.

## Monumenti e luoghi d'interesse

### Lavinium
Scavi archeologici condotti dal 1957 in poi dall'Università di Roma, hanno permesso di localizzare l'antica città di Lavinium, fondata secondo il mito da Enea, nella zona di Pratica di Mare. In particolare, il Borgo sorgerebbe nella zona dell'acropoli dell'antica città latina.

### Pratica di Mare e il Castello
La località Patras inclusa nella Civitate Laurentum compare tra i beni donati da Costantino alla Basilica di Santa Croce in Gerusalemme in Roma ai tempi di Papa Silvestro I. Patricam è poi ricordata nella bolla di papa Gregorio VII del 1074 quando, con il titolo di Civitas, venne confermata per intero con la chiesa di San Lorenzo (oggi San Pietro Apostolo) all'abbazia di San Paolo fuori le mura a cui era stata donata da papa Marino I sul finire del IX secolo; furono quindi i benedettini ad occuparsi delle prime opere di fortificazione dell'abitato.
L'abbazia tuttavia iniziò a rivendicare il possesso del castello, pur avendone il dominio almeno fino al 1236 con la bolla di papa Gregorio IX, già dal XII secolo quando venne progressivamente usurpato da famiglie della nobiltà romana a partire dai Baroncini per appartenere nel XV secolo ai De Judice e poi ai Capranica dai quali passò alla famiglia Massimo, che nel 1617 lo vendette alla famiglia Borghese. Nel periodo compreso tra il XII ed il XIV secolo, venne costruito il Castello di Pratica tutt'intorno ad una preesistente torre. La struttura del castello è a pianta pentagonale irregolare ed è simile ad un palazzo baronale più che ad un castello. L'aspetto esterno è di tipo medievale-romanico. Oggi è di proprietà di Pier Francesco Borghese, figlio di Gian Giacomo Borghese.
Il borgo contiguo al castello è opera di Antonio da Sangallo il Giovane.

### Altri monumenti e luoghi d'interesse
Nei pressi vi sono il Museo di Pratica di Mare (sito in via di Pratica, a 150 metri dall'abitato), la chiesa di San Pietro Apostolo, con l'omonima tela intitolata al santo sull'altare maggiore e visitabile tutte le domeniche dalle ore 16.30 

### L'aeroporto militare
Presso l'aeroporto militare Mario de Bernardi di Pratica di Mare sono ubicati: una stazione meteorologica, la sede centrale del Servizio meteorologico dell'Aeronautica Militare, altri reparti dell'Aeronautica Militare, ma anche di Polizia di Stato, Guardia di Finanza e Arma dei Carabinieri.

## Galleria d'immagini

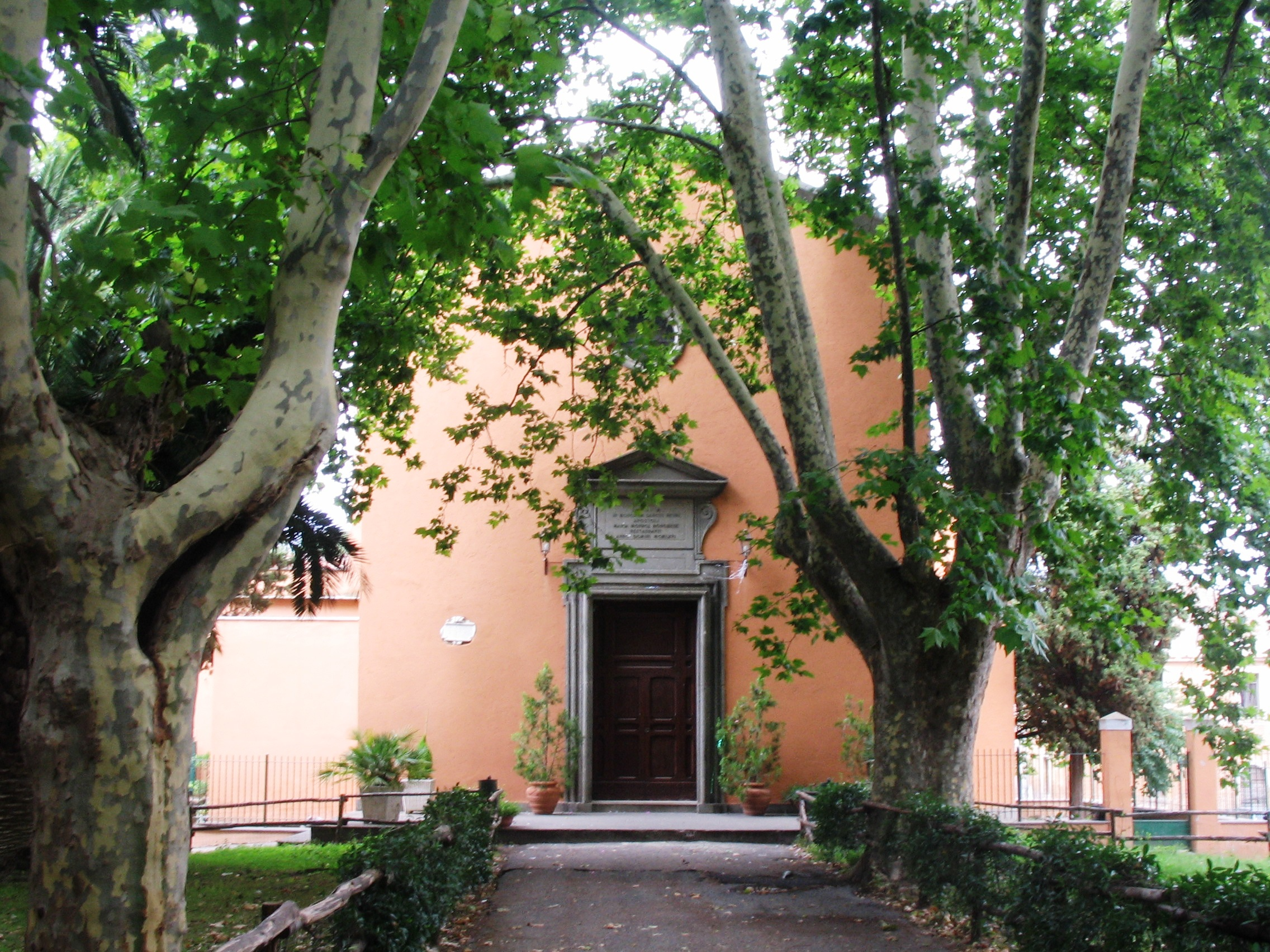
Chiesa di San Pietro apostolo
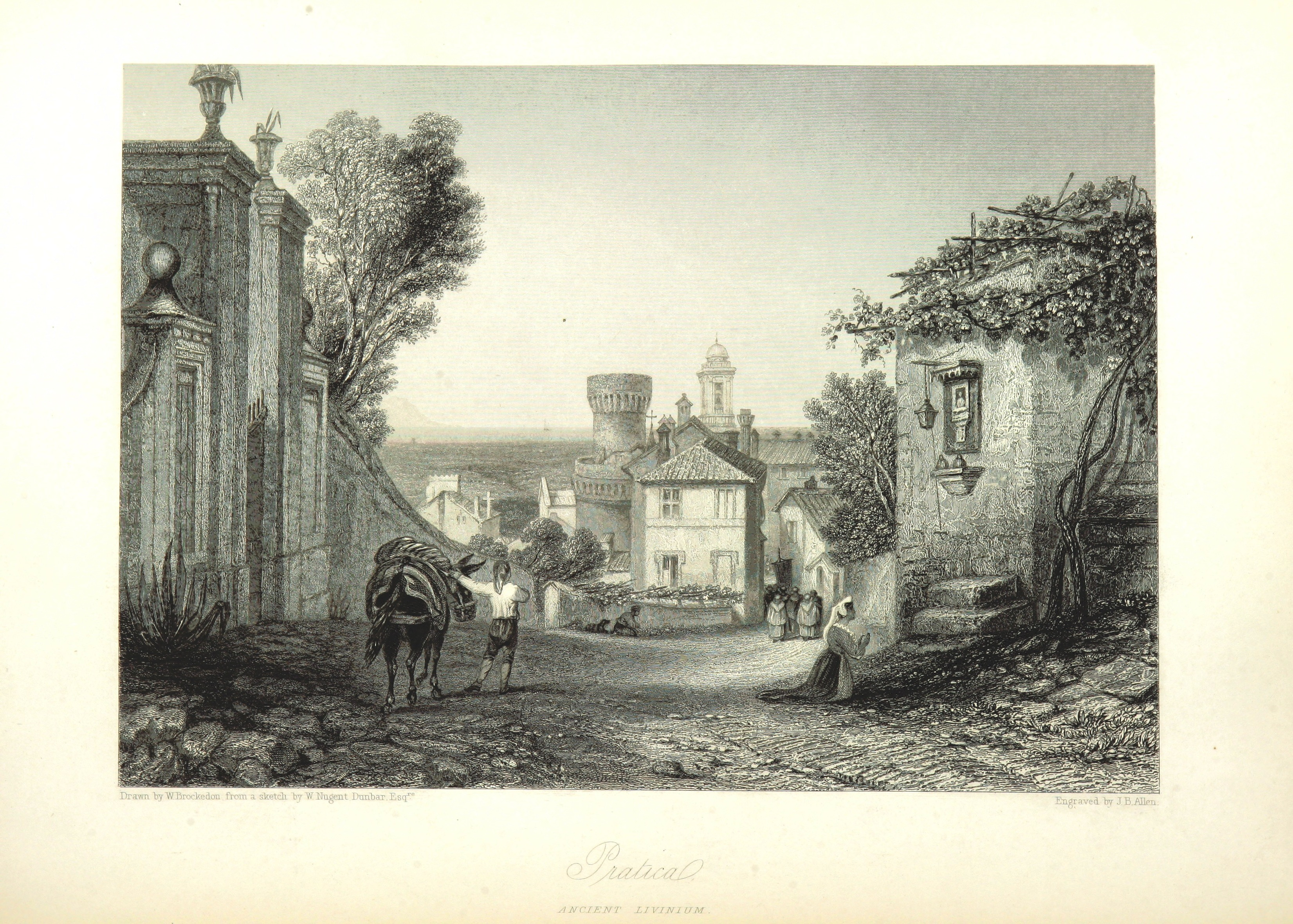
Pratica in una pubblicazione del 1864
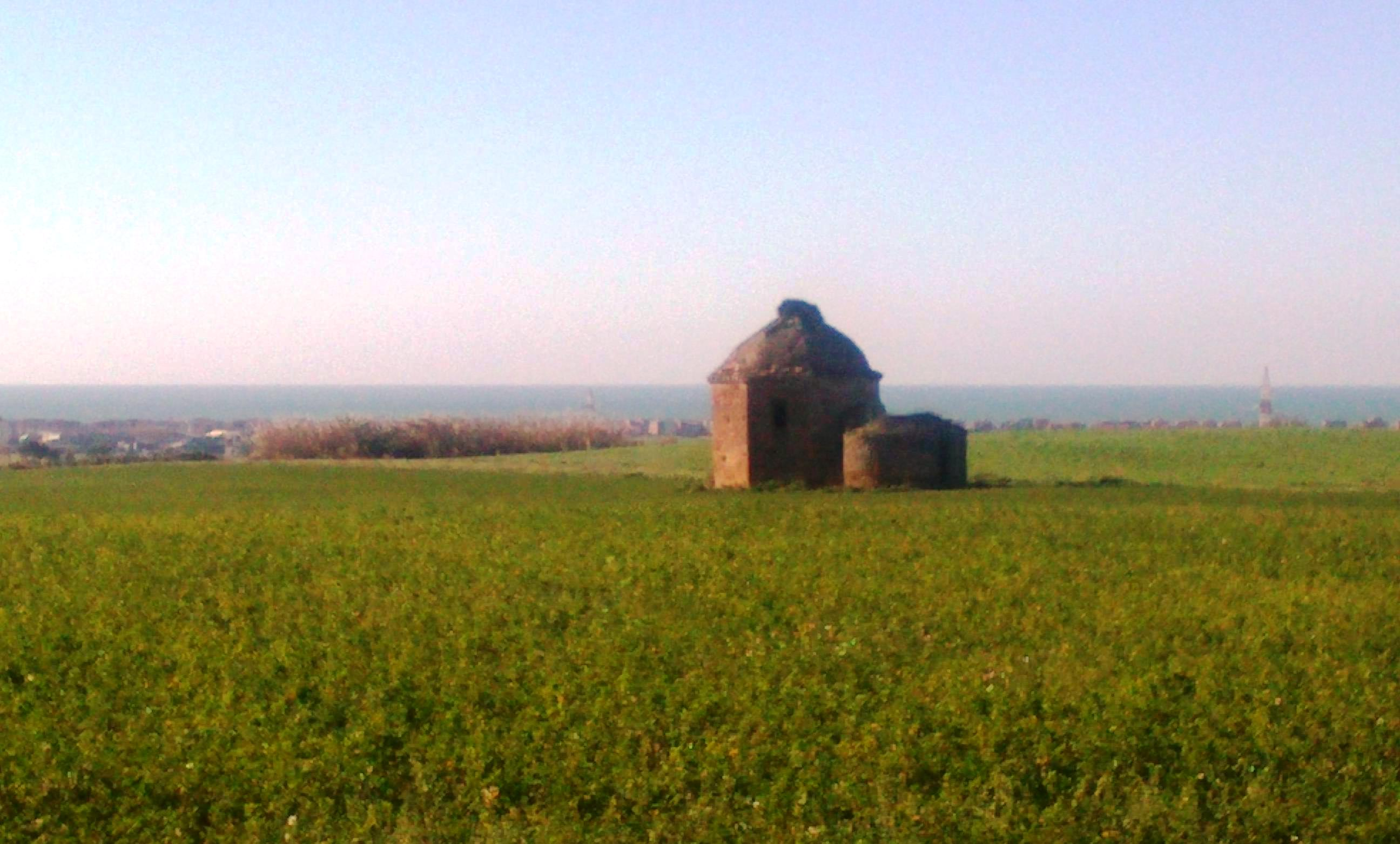
Chiesetta abbandonata nei pressi di Lavinium, costruita sui resti di una villa patrizia romana
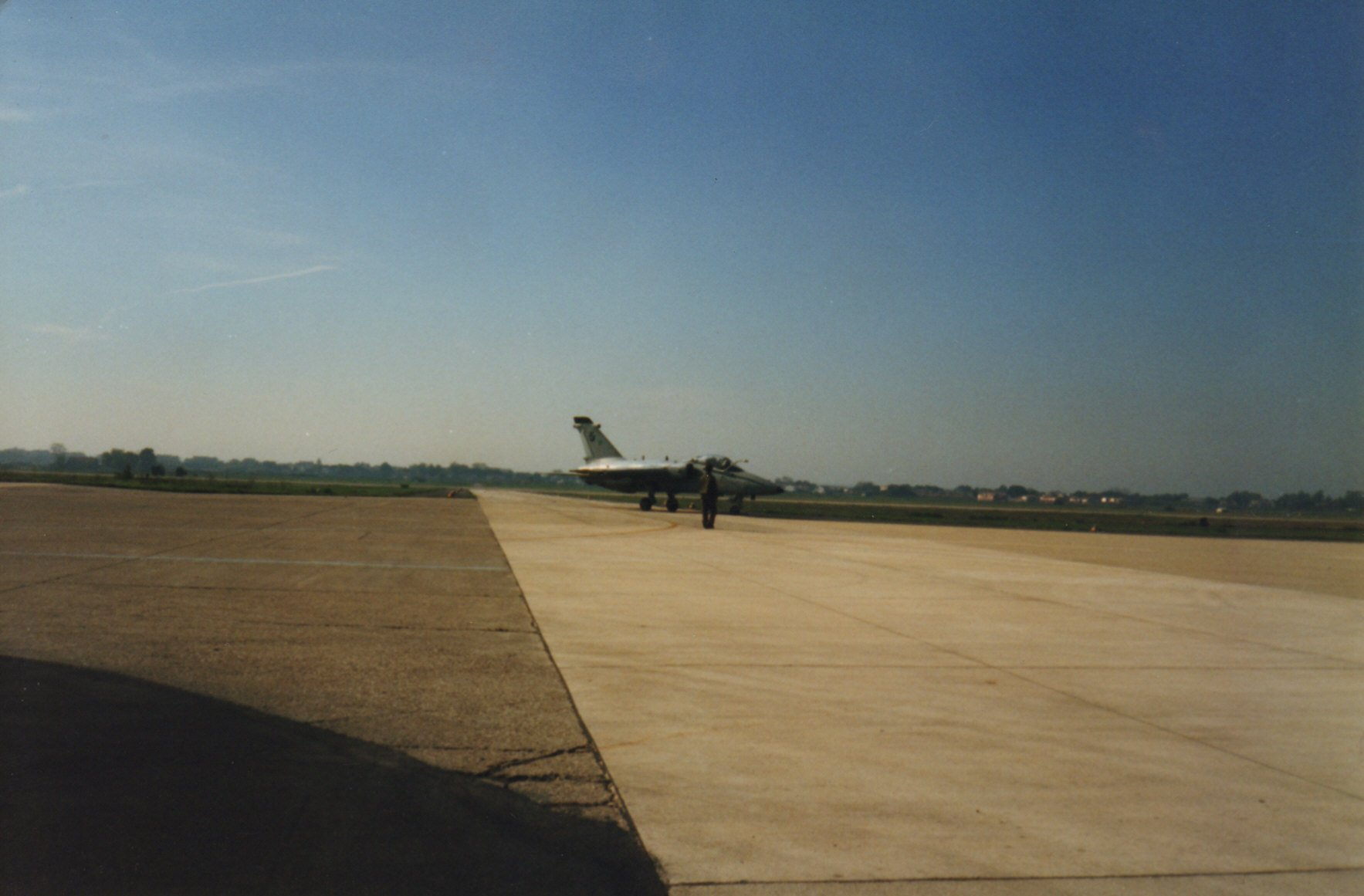
La pista dell'Aeroporto di Pratica di Mare